# الاحتجاجات البنغلاديشية ضد مودي 2021
الاحتجاجات البنغلاديشية ضد مودي 2021 نظمت في بنغلاديش في الفترة من 19 إلى 29 مارس سلسلة من المسيرات والمظاهرات وحالات الحصار ضد زيارة رئيس الوزراء الهندي ناريندرا مودي، بمناسبة الذكرى المئوية للميلاد والذكرى الخمسين لاستقلال بنغلاديش عن باكستان. اتهم المتظاهرون ناريندرا مودي بارتكاب جرائم ضد الإنسانية خلال أعمال الشغب في غوجارات عام 2002، وأثاروا غضبًا على ما زعموا أنه سياسات الهند المعادية للمسلمين وتدخل الهند في السياسة البنجلاديشية. وطالب المتظاهرون بإلغاء دعوة حكومة بنجلاديش لرئيس الوزراء الهندي. تحولت الاحتجاجات السلمية بخلاف ذلك إلى أعمال عنف عندما تعرض المتظاهرون لهجوم من قبل أنصار حزب رابطة عوامي الحاكم جنبًا إلى جنب مع حملة قمع من قبل وكالات إنفاذ القانون، مما تسبب في مقتل العديد من المتظاهرين طوال الأسبوع الأخير من مارس 2021 في بنغلاديش. بدأت المظاهرات في البداية من قبل المنظمات الطلابية التقدمية بما في ذلك اتحاد طلاب بنغلاديش، وبنغلاديش سادهارون شهاترا أوديكار سونغروكون باريشاد، وجبهة الطلاب الاشتراكيين، وانضمت المظاهرات في وقت لاحق من قبل الجماعة الإسلامية حفاظ الإسلام بنغلادش.
بدأ الصراع الدامي بشكل رئيسي عندما حاول أنصار رابطة عوامي منع المتظاهرين من التلويح بأحذيتهم كعلامة على استياء مودي في مسجد بيت المكرم في دكا. وأسفر ذلك عن اشتباكات عنيفة من الجانبين. بعد الحادث امتد العنف بعد ذلك إلى عدة مناطق رئيسية في البلاد، مما أدى إلى إلحاق أضرار بالممتلكات العامة.
انتقدت منظمة العفو الدولية في بيانها حكومة بنغلاديش لاستخدامها القوة المفرطة ضد المتظاهرين وحثت الحكومة على «احترام الحق في حرية التجمع وحماية المتظاهرين السلميين»، في 26 مارس 2021. وبعد مقتل أنصاره يوم الجمعة، دعا حفزات إلى الإضراب احتجاجا على مقتل نشطاءه على أيدي الشرطة، والهجوم عليهم من قبل أنصار الحزب الحاكم يوم الأحد 28 مارس. وقال عزيز الحق السكرتير التنظيمي للجماعة في تجمع حاشد في شيتاجونج إن «الشرطة فتحت النار على أنصارنا السلميين». «لن ندع دماء إخوتنا تذهب سدى».